# Betty Lawford
Betty Lawford est une actrice britannique, née à Londres (Angleterre) le 1er février 1912, et morte à New York, aux États-Unis, le 20 novembre 1960.

## Filmographie partielle
- 1929 : Le Retour de Sherlock Holmes (The Return of Sherlock Holmes) de Basil Dean : Mary Watson
- 1931 : Secrets of a Secretary de George Abbott : Sylvia Merritt
- 1933 : Berkeley Square de Frank Lloyd : Marjorie Frant
- 1933 : Femme d'honneur (Gallant Lady) de Gregory La Cava : Cynthia Haddon
- 1936 : Ce que femme veut (Love Before Breakfast) de Walter Lang : Comtesse Campanella
- 1937 : Stolen Holiday de Michael Curtiz : Helen Tuttle